# Bionic Commando (jogo eletrônico de 2009)
Bionic Commando é um jogo plataforma de ação de 2009, parte da série "Bionic Commando". O jogo foi desenvolvido e publicado pela Capcom em colaboração com o desenvolvedor sueco GRIN e produzido por Ben Judd. O jogo é uma sequência para a versão NES de 1988 intitulado de "Bionic Commando" e seu remake "Bionic Commando Rearmed". As versões do console foram lançados na América do Norte em 19 de maio e em todos os territórios PAL em 22 de maio de 2009, e a liberação para PC veio logo depois

## Gameplay
Bionic Commando é um jogo de ação e aventura, no qual o jogador controla o personagem Nathan Spencer. O jogo usa a mecânica diversa (principalmente a radiação),que agem como barreiras. Estas barreiras são usados para manter os jogadores dentro dos limites do nível de design linear. Nathan Spencer é capaz de atingir inimigos enquanto pendurado, escalando um prédio ou até mesmo no swing-mid, ao usar um implemento chamado o braço biônico, que também pode ser usado para atacar os inimigos a curta distância. O braço biônico pode ser usado para agarrar e lançar objetos como pedras e carros em inimigos. Além disso, ele é equipado com botas que lhe permitem retroceder desses objetos nos inimigos. Estas botas são também a razão de Spencer não tomar dano de quedas extremamente altas, podendo ajudar o jogador a criar táticas de batalhas diversas.